# 直接人工成本
直接人工成本是指企业在一定时期内生产经营中因使用劳动力所发生的各项直接和间接成本的总和。直接人工成本由發放給僱員的工資、奖金以及繳納的社会保险费用等費用組成。